# Kardaševa skala
Kardaševa skala je naziv za teorijsku metodu mjerenja razine tehnološkog napretka civilizacije na osnovi potrošnje energije. Predložio ju je sovjetski astronom Nikolaj Kardašev.
Skalu čine tri kategorije nazvane tip I, II, i III. Kategorije se zasnivaju na količini iskoristive energije koju civilizacija ima na raspolaganju kao i stupnju kolonizacije svemira. U načelu civilizacija tipa I je uspješno ovladala resursima matične planete, civilizacija tipa II je ovladala resursima svog zvjezdanog sustava, a civilizacija tipa III je ovladala resursima svoje galaktike.